# Pierre Cox
Pierre Cox (Hasselt, 15 augustus 1915 - Hasselt, 13 januari 1974) was een Hasseltse kunstschilder. Hij was de oudste uit een gezin van 6 kinderen. Tegelijk met zijn klassieke humaniora volgde Cox lessen aan de Hasseltse Stedelijke Academie onder leiding van kunstschilder Lucien Nolens.
In 1934 begon Cox te werken als ambtenaar, eerst bij de Griffie van de Rechtbank van Eerste Aanleg te Hasselt en daarna bij de diensten van het Provinciebestuur.
Hij publiceerde in 1938 een dichtbundel Allegro, non troppo, doch hij bleef ook schilderen. Op 17 augustus 1943 huwde hij met Irene Vanstraelen, die hem verder aanmoedigde om te blijven schilderen. Na deelname aan enkele groepstentoonstellingen sprong hij als Limburgs vertegenwoordiger van de moderne kunst steeds meer in het oog. Zo werd zijn werk De Morgenpost bekroond tijdens de kunsttentoonstelling 'De Mijn' in 1951 n.a.v. de 50e verjaardag van het opdelven van steenkool in Limburg.
Pers en critici omschreven zijn werk vaak als 'Latijns'. In 1954 was hij onder de 8 Belgische schilders en beeldhouwers die uitgenodigd werden in het Belgisch Huis in Keulen.
Hij was een van de zes Belgen die uitgenodigd werden om een doek te schilderen voor de Expo 58 in Brussel. Hierbij werd zijn werk 'Grote blauwe fluitspeler' aangekocht door de Belgische Staat.
In 1961 stichtte hij de kunstenaarsgroep "Helikon" samen met onder anderen Paule Nolens, Robert Vandereycken, Walter Vilain en Amand Van Rompaey. Dit collectief opende te Hasselt ook een kunstgalerij "Helikon". Gedurende een zevental jaar zal deze galerij belangrijke tentoonstellingen brengen en hiermee een nieuw elan geven aan het Limburgse kunstleven. Pierre Cox was de grote bezieler van dit initiatief.
De laatste jaren van zijn leven leed Cox aan de slepende ziekte die hem uiteindelijk fataal werd. Men zal hem blijven omschrijven als de man die de doorbraak van de moderne kunst in Limburg heeft verwezenlijkt.
Er werd in Kuringen, een deelgemeente van Hasselt, een straat genoemd naar deze schilder: de Pierre Coxstraat.
De Belgische overheid bezit een tiental werken van Pierre Cox.
- International Standard Name Identifier: 0000 0000 3508 4161
- Library of Congress Control Number: n85041860
- Nederlandse Thesaurus van Auteursnamen: 070167443
- RKD-Nederlands Instituut voor Kunstgeschiedenis: 18882
- Virtual International Authority File: 18645011
- WorldCat: E39PBJbM3FKfXhQDH8RB7t384q